# Altenzaun
Altenzaun is een plaats en voormalige gemeente in de Duitse deelstaat Saksen-Anhalt, en maakt deel uit van de Landkreis Stendal.
Altenzaun telt 127 inwoners.